# Asociación de Biotecnólogos de Cataluña
La Asociación de Biotecnólogos de Cataluña (ASBTEC) -en catalán Associació de Biotecnòlegs de Catalunya- es una entidad sin ánimo de lucro formada por profesionales presentes o futuros dedicados a la Biotecnología. ASBTEC trabaja para ser un punto de encuentro para el intercambio de experiencias y conocimientos que permita a sus asociados complementar su formación personal y profesional.

## Objetivos: Misión, visión y valores

### Misión
ASBTEC tiene como misión promocionar la figura del Biotecnólogo y la Biotecnología ante los diferentes actores del sector (administración, patronal y sociedad), velar por una formación de calidad y continua de los Biotecnólogos, crear un espacio que facilite el intercambio de ideas y proyectos, y promocionar el desarrollo de una red colaborativa tanto a nivel nacional como internacional.

### Visión
ASBTEC se proyecta al futuro como entidad de referencia para profesionales y estudiantes de Biotecnología en Cataluña, capaz de reunir y dinamizar a todo este potencial humano para dar lugar a proyectos innovadores y de alta calidad.

### Valores
• Colaboración: ASBTEC fomenta el trabajo en equipo, liderazgo y cooperación entre sus miembros como instrumento clave para establecer nexos de unión
• Compromiso: ASBTEC cree en el compromiso de sus miembros para lograr los objetivos propuestos y velar así por una mejora continua del sector
• Proactividad: ASBTEC quiere una actitud en la cual sus miembros asuman el pleno control de su conducta de manera activa, lo cual implica la toma de iniciativa en el desarrollo de acciones creativas para generar mejoras en el sector.

## Historia

### Origen
Si bien la historia de la Biotecnología en Cataluña y España es anterior, el origen de ASBTEC se ve estrechamente ligado al recorrido de la implantación de la biotecnología como estudio universitario oficial. En 1998, gracias al trabajo excepcional del equipo de rectorado de la Universidad Autónoma de Barcelona (UAB), liderado por el Excelentísimo Rector Dr. Carles Solà, con el apoyo del Consejo Asesor de Biotecnología, Laboratorios Esteve, Novartis, IpsenPharma y los Laboratorios Uriach, se crea la primera licenciatura dedicada exclusivamente a formar estudiantes en Biotecnología.
En el año 1999, es cuando una alumna de dicha licenciatura, Mariona del Carmen de la Portilla, plantea la necesidad de crear un colectivo específico que defienda la nueva acontecida figura del biotecnólogo. A mediados del año 2000, Mariona conoce al que será el futuro presidente fundador de ASBTEC, el Dr. David Gallardo García, alumno de primer año, al que transmite toda su pasión y conocimiento. Durante el transcurso de los años universitarios, la idea coge forma y en el 2004, los alumnos de licenciatura deciden crear la primera asociación de estudiantes de biotecnología de España, bajo el nombre de “Associació de Biotecnòlegs de Catalunya UAB”, creada dentro de la universidad como asociación de carácter estudiantil. Así, el 27 de mayo de 2005 se convoca la primera asamblea constitutiva de ASBTEC y una semana después, el 3 de junio de 2005, se realiza la presentación oficial de la asociación con sede en el edificio Estudiants del Campus Bellaterra de la UAB.

### Primeros años
Bajo el mandato de la primera junta directiva y fundadora, formada por David Gallardo García, Marta Fuster, David Peris, Mariona del Carmen de la Portilla,  Jordi Escolano, Marisa Larramona, Andrés Martin, Carolina Vallejo, Carles Fonseca y Laia Soldevila, rápidamente la asociación llega a profesionales de todos los campos ligados a la biotecnología, proponiéndose firmemente definir y defender la función del biotecnólogo y sus deberes y derechos desde un punto de vista universitario y ante los modelos empresariales e institucionales que ya existían.

### Evolución
Desde su creación, la figura de ASBTEC como punto de referencia de la biotecnología va ganando relevancia dentro del sector, con la entrada en el año 2006 como miembro de la Young European Biotech Network (YEBN), promocionándose su actividad a nivel internacional. En el período 2007-2008, las colaboraciones de ASBTEC aumentan gracias a la participación en el XIV Congreso Europeo de Biotecnología organizado por la Federación Europea de Biotecnología (EFB) y Biocat y otros proyectos propios como el IV Congreso Interuniversitario de Biotecnología el año 2011, o las Jornadas de Biotecnólogos de Cataluña de carácter anual (2010-2015) que acaban de fortalecer la visibilidad del colectivo a todo el sistema universitario catalán y español. Desde entonces, ASBTEC ha participado en encuentros organizados en toda Europa, desde 2006 hasta su entrada en la Federación Europea de Biotecnología en 2013.

## Estructura
ASBTEC se organiza y sustenta sobre la base de las decisiones tomadas por su Junta de Gobierno y la Asamblea General de miembros.
• La Asamblea General. Es el órgano soberano de la asociación y de ella forman parte todos los socios de ASBTEC, donde pueden ejercer su derecho a voto y voz. La asamblea se convoca anualmente para debatir y definir las líneas de actuación más adecuadas para el buen funcionamiento de la asociación, así como para escoger la Junta de Gobierno.
• Junta de Gobierno o Junta Directiva. Dirige y ejecuta las acciones propuestas en la Asamblea General. Está formada por un presidente/a, vicepresidente/a, secretario/a i tesorero/a. Adicionalmente, la Junta de Gobierno puede nombrar grupos de trabajo para delegar funciones. 
Actualmente ASBTEC cuenta con diversas comisiones enfocadas en trabajar áreas específicas del sector biotecnológico:
• Comisión ASBTEC-Empresa. Trabaja como nexo entre la asociación y las entidades públicas y privadas.
• Comisión de Workshops. Trabaja en la creación de actividades formativas de calidad para el continuo crecimiento intelectual complementario a los estudios universitarios.
• Comisión de Divulgación i Márquetin. Trabaja para romper las barreras entre la sociedad y la ciencia, hacer entender y llegar la biotecnología a todo aquel público ajeno al sector.
La figura de ASBTEC entre el colectivo universitario en formación es clave para poder crear un tejido profesional que una los estudiantes con el mundo laboral y científico, por eso, está presente en diferentes universidades catalanas en forma de Delegaciones Universitarias. Actualmente tiene delegaciones en la Universitat Autònoma de Barcelona, Universitat de Barcelona, Universitat de Vic i Universitat Rovira i Virgili.

## Actividades
ASBTEC realiza periódicamente diferentes actividades, como las Jornades de Biotecnòlegs de Catalunya, celebradas anualmente en una sede universitaria distinta, y las Tardes Biotech, que se realizan en diferentes tardes en diferentes universidades catalanas donde se imparte el grado de Biotecnología. Ambas actividades muestran las distintas tendencias del sector, así como encaminan a los estudiantes y jóvenes profesionales a una mejora efectiva en la búsqueda de empleo o a impulsar sus competencias transversales.
El congreso BAC2014 se realizó los días 9, 10 y 11 de julio de 2014 en Barcelona, de la mano de ASBTEC y fue promovido por la Federación Española de Biotecnólogos (FEBiotec). Más de 350 profesionales especializados de toda España se encontraron en esta cita para compartir los últimos avances en investigación, empresas y divulgación científica alrededor de la Biotecnología. ASBTEC también organizó la 2ª edición del Congreso de Biotecnología y Empresa (ByE2) los días 21 y 22 de octubre de 2010 en el Parc Científic de Barcelona (PCB).
Además, ASBTEC también ha organizado y organiza distintos cursos y actividades en temáticas concretas como son los emprendimientos, con Bioemprèn, ara és el moment (en la URV), Claus per Bioemprendre, dando apoyo con la organización a la Fundació Escola Emprenedors, y otras temáticas: Metabolómica (URV), Presentacions Efectives (UAB) o The five truths of Synthetic Biology (PCB).

## Actualidad
En la actualidad ASBTEC es una asociación sin ánimo de lucro que sigue con su objetivo inicial de promover la biotecnología y sus ramas afines, así como la promoción en la sociedad de los profesionales que se dedican al sector. La promoción se da en todos los niveles y etapas de los profesionales, desde la etapa formativa en las diferentes universidades catalanas, hasta formaciones específicas dirigidas a las personas que ya han acabado totalmente su formación universitaria. Esta actividad promotora y divulgadora hacia la sociedad se hace con los recursos actuales de los cuales dispone la asociación. Mayoritariamente se pueden diferenciar los recursos humanos, que forman los equipos de trabajo y los miembros de la Junta Directiva, y los recursos colaborativos con otras entidades.

### Vías de actuación
Para lograr los objetivos de promocionar la biotecnología en la sociedad, ASBTEC tiene una hoja de ruta tanto a corto como largo plazo.

#### A corto plazo
• Promover la formación de calidad y realizar actividades de carácter profesional.
• Potenciar la interacción entre los miembros de ASBTEC a través del Networking.
• Captación de socios para ASBTEC.
• Potenciar las delegaciones de les diversas universidades con el objetivo de que los estudiantes conozcan qué es ASBTEC desde el inicio de su formación para motivarlos y concienciarlos de la necesidad de que sean personas activas dentro del sector para hacerlo crecer.

#### A largo plazo
• Seguir desarrollando la asociación e intentar llegar al máximo de científicos que trabajan en Biotecnología.
• Profesionalizar la asociación a través de la colaboración con entidades de referencia dentro del sector.
• Preparar a los socios para afrontar la salida al mundo laboral, a través de cursos y apoyo personalizado.
• Potenciar la innovación y la emprendimiento entre los jóvenes biotecnológos.
• Motivar y concienciar de la importancia de la Biotecnología dentro de la sociedad.

### Colaboración
ASBTEC ha firmado acuerdos de colaboración con entidades afines. 
El primer grupo de entidades hace referencia a las universidades catalanas en las cuales se imparten estudios de Biotecnología y por lo tanto, existe un delegado de la asociación en representación para hacer difusión. Las universidades catalanas con representación, y por lo tanto, entidades colaboradoras son:
• Universidad Rovira i Virgili
• Universidad Autónoma de Barcelona
• Universidad de Barcelona  
• Universidad de Gerona 
• Universidad de Vic 
También existe un convenio de colaboración con la Asociación de Biotecnólogos de Lérida (ABIL), ya que no fue posible colaborar con la Universidad de Lérida directamente.
Recientemente, se ha conseguido un convenio de colaboración con el Colegio de Biólogos de Cataluña, que ha supuesto todo un hito en los objetivos de ASBTEC, ya que permitirá a sus socios realizar el proceso de colegiarse, que hasta el momento no era posible para los Biotecnólogos.